# Яковлєв Микола Іванович
Я́ковлєв Мико́ла Іва́нович (10 червня 1948, с. Ницаха) — український вчений в галузі теорії художнього формоутворення, архітектор, педагог. Член Національної спілки архітекторів України. Дійсний член (академік) Національної академії мистецтв України (2004). Доктор технічних наук (1999), професор (2001). Заслужений працівник освіти України (2004).

## Біографія
Микола Іванович Яковлєв народився 10 червня 1948 року у с. Ницаха Тростянецького району Сумської області. У 1976 році закінчив Київський державний художній інститут за спеціальністю «Архітектура». Після закінчення інституту викладав на кафедрі графіки Київського політехнічного інституту. З 1979 по 2004 рік працював у Національній академії образотворчого мистецтва і архітектури, спочатку викладачем, з 1993 року — завідувачем кафедри теорії, історії архітектури та синтезу мистецтв, у 1994 році став деканом факультету архітектури.
У 2004–2007 роках обіймав посаду ректора Київського державного інституту декоративно-прикладного мистецтва і дизайну ім. М. Бойчука.
У 2002–2004 роках — член-кореспондент Академії мистецтв України, з 2004 року — дійсний член (академік). У 2007 році обраний головним ученим секретарем АМУ (з 18 лютого 2010 року Національна академія мистецтв України).
Доктор технічних наук зі спеціальності «Технічна естетика».

## Наукова діяльність
Предметом наукової діяльності М. І. Яковлєва є дослідження закономірностей композиції в образотворчому, декоративно-прикладному мистецтві, дизайні та архітектурі.
Він є автором понад 100 наукових публікацій з проблем прикладної геометрії, графіки, дизайну, монографій «Принципи художнього формоутворення» (2000) та «Композиція + геометрія» (2007), підручника «Основи композиції».
Обіймає посаду відповідального редактора науково-методичного міжвузівського збірника «Технічна естетика і дизайн», є членом спеціалізованих рад із захисту кандидатських та докторських дисертацій зі спеціальностей «Теорія образотворчого мистецтва», «Теорія, історія та реставрація архітектури», «Технічна естетика».

## Нагороди та звання
- Орден «За заслуги» І (2020)[1], ІІ (2012) та ІІІ (2008) ступенів
- Почесна грамота Міністерства культури і туризму України (2008)
- Відзнака Міністерства культури і туризму України «За багаторічну плідну працю в галузі культури» (2008)
- Почесна грамота Київського міського голови (2008)
- Почесний доктор Прикарпатського національного університету імені Василя Стефаника (2011)
- Заслужений працівник освіти України (2004)